# 디터 람스
디터 람스(독일어: Dieter Rams, 1932년 5월 20일 ~ )는 독일의 비스바덴에서 태어나, 브라운 회사의 수석 디자이너로 일했던 독일의 대표적인 산업 디자이너이다.

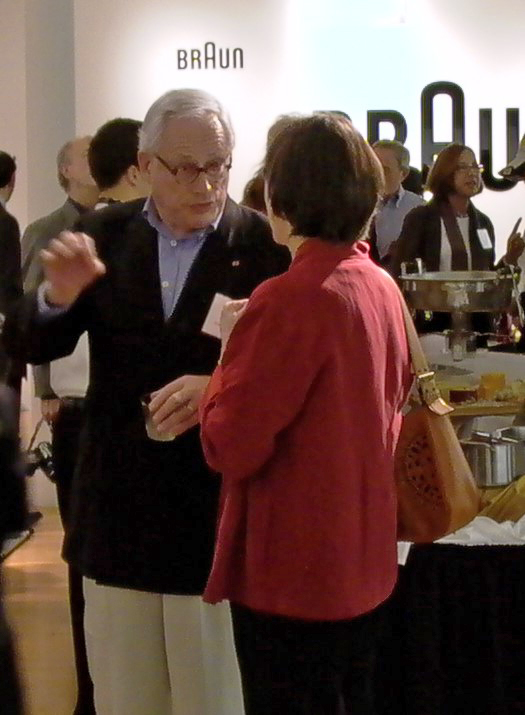
브라운 보스턴 전시회에서 디터 람스의 모습(2005)

## 디터 람스의 디자인 10계명
디터 람스의 좋은 디자인은 다음과 같다.
- Good design is innovative (좋은 디자인은 혁신적이다.)
- Good design makes a product useful (좋은 디자인은 제품을 유용하게 한다.)
- Good design is aesthetic (좋은 디자인은 아름답다.)
- Good design makes a product understandable (좋은 디자인은 제품을 이해하기 쉽도록 한다.)
- Good design is honest (좋은 디자인은 정직하다.)
- Good design is unobtrusive (좋은 디자인은 불필요한 관심을 끌지 않는다.)
- Good design is long-lasting (좋은 디자인은 오래 지속된다.)
- Good design is thorough down to the last detail (좋은 디자인은 마지막 디테일까지 철저하다.)
- Good design is environmentally friendly (좋은 디자인은 환경 친화적이다.)
- Good design is as little design as possible (좋은 디자인은 할 수 있는 한 최소한으로 디자인한다.)

## 갤러리

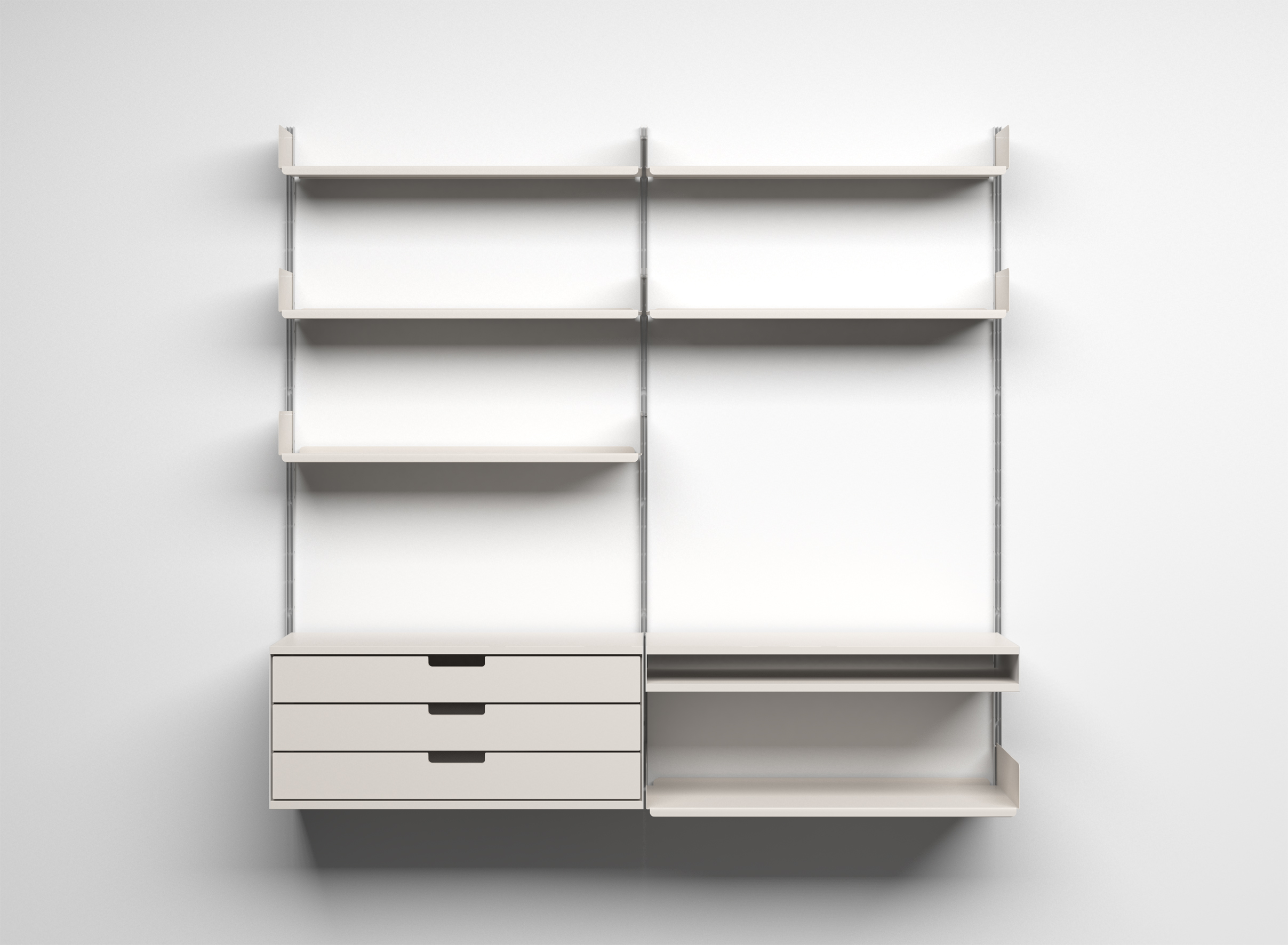
디터 람스가 디자인한 비초에의 606 유니버설 선반(606 Universal Shelving System), 1960
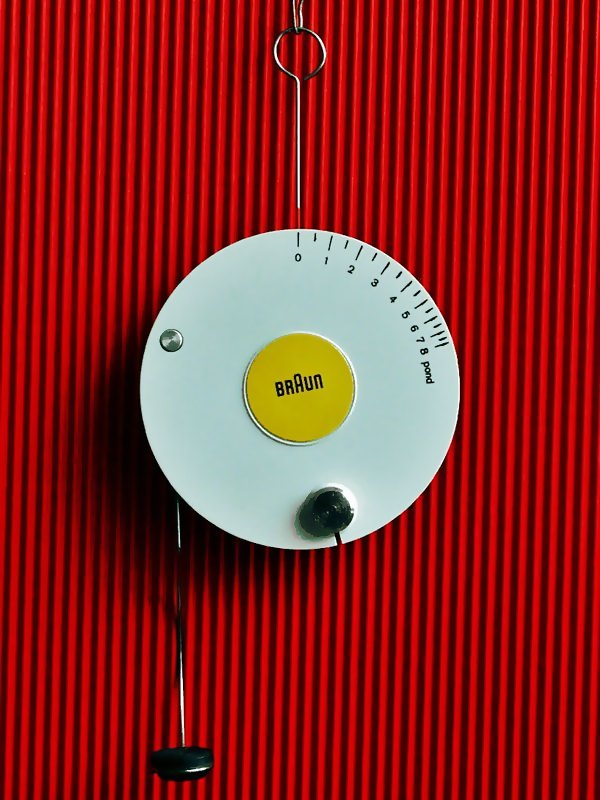
디터람스가 디자인한 Braun Tonarmwaage, 1962
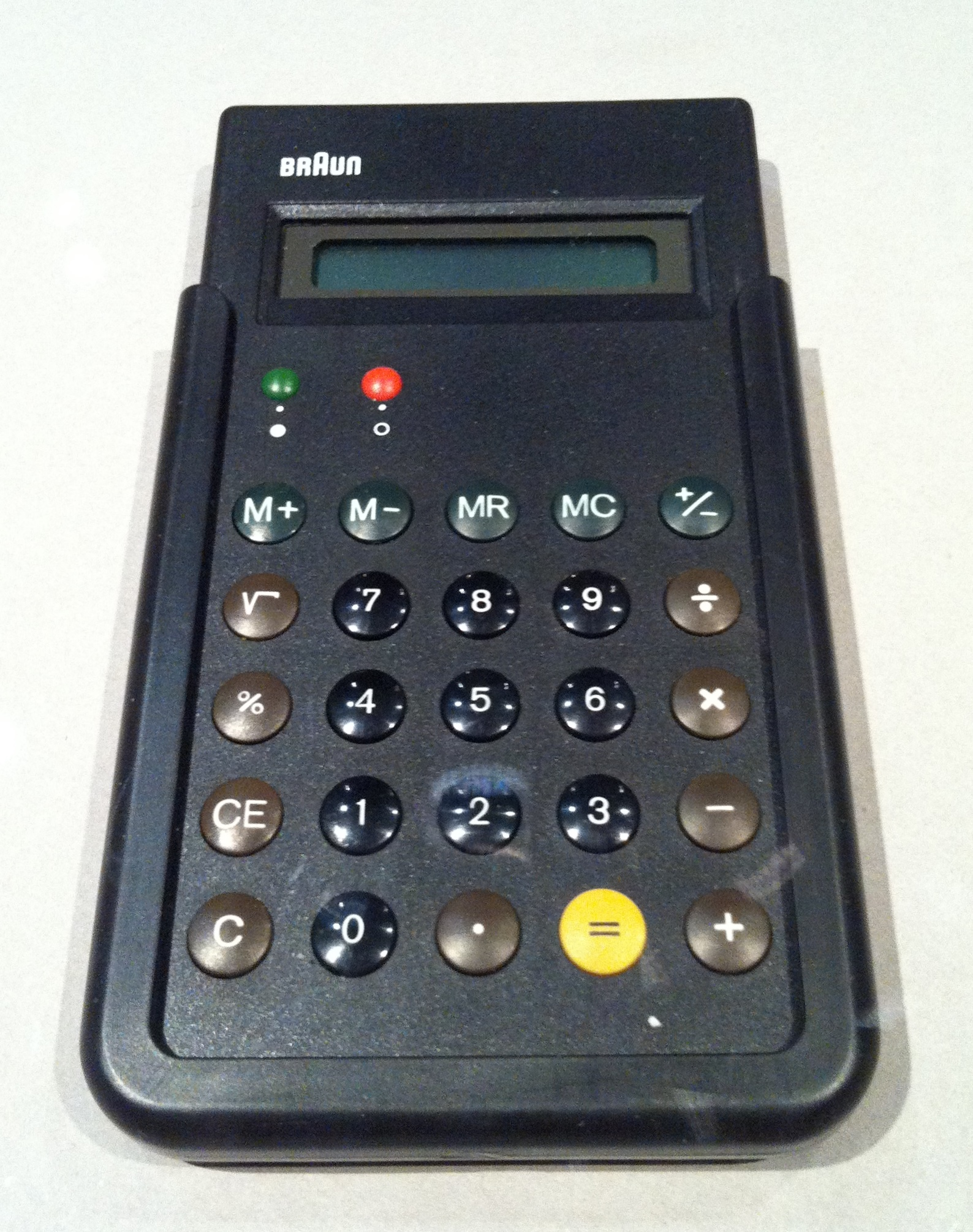
디터 람스가 디자인한 ET 66 Calculator, 1987
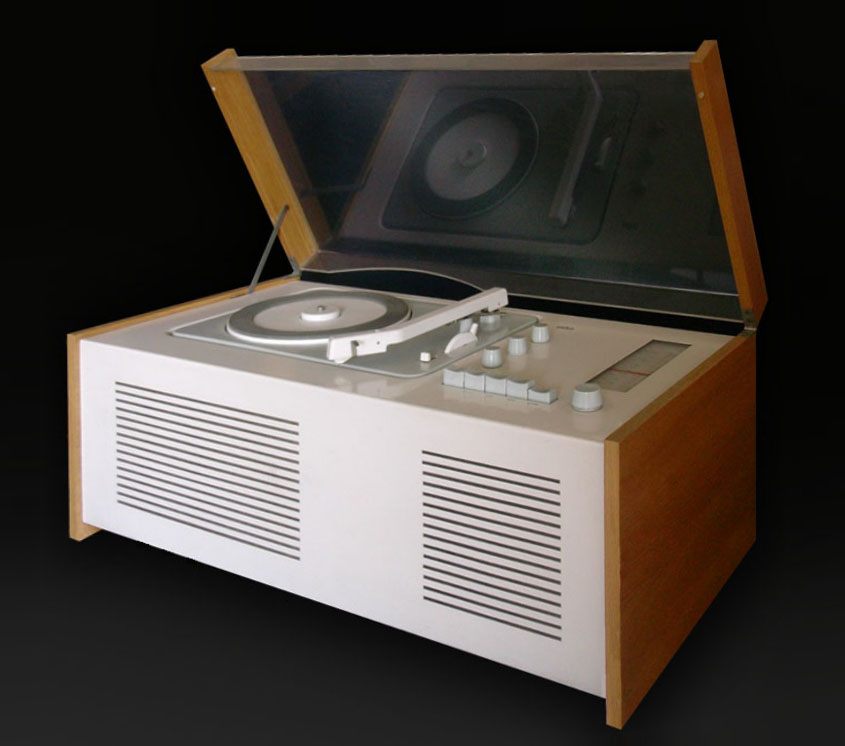
디터 람스가 디자인한 SK4 Music Center,1956